# Fort Flémalle

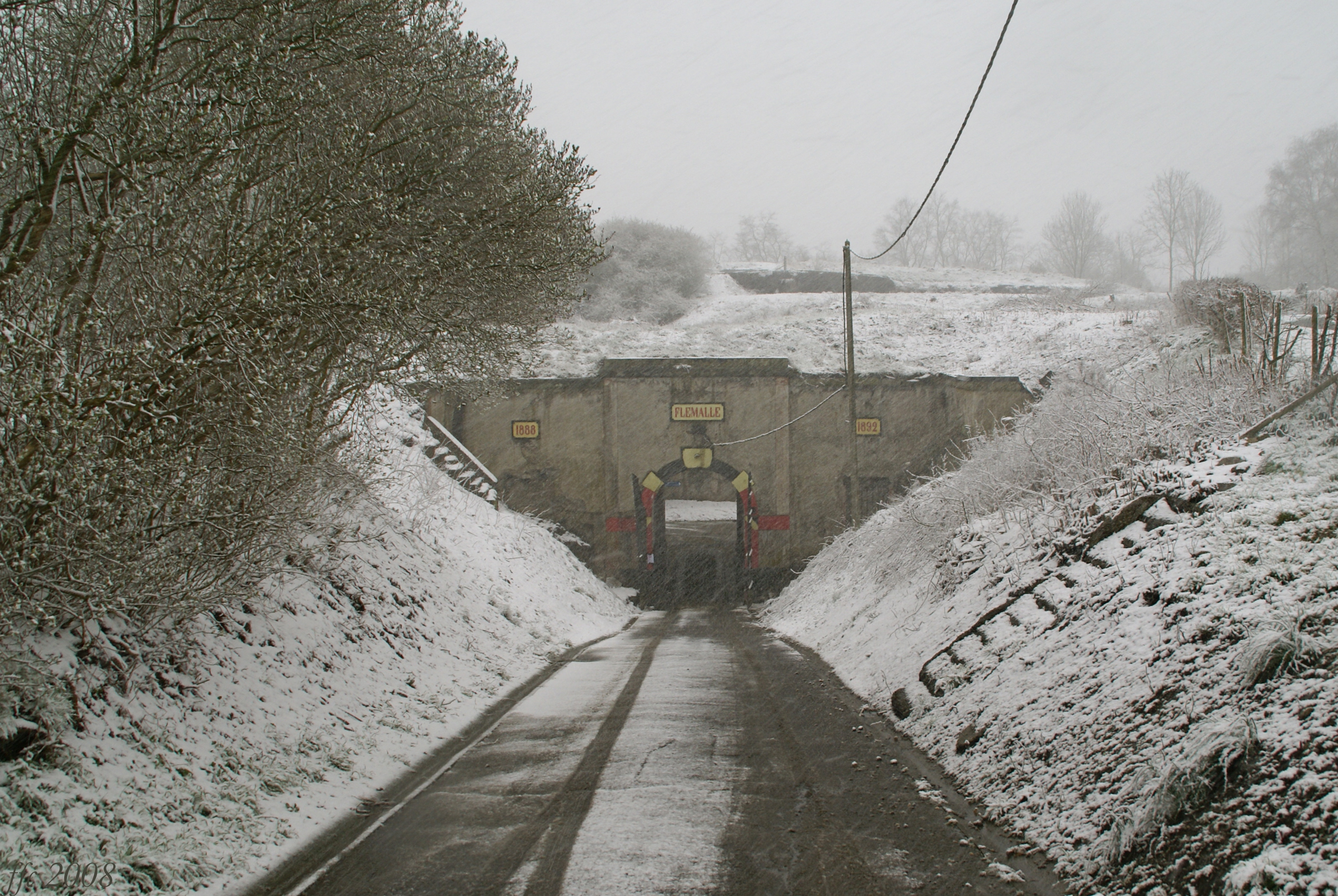
Ingang fort

Fort Flémalle is een van de twaalf forten rond Luik opgericht voor de verdediging van de Belgische stad Luik in de late negentiende eeuw op initiatief van Belgische generaal Henri Alexis Brialmont. Het ligt ten zuidwesten van Luik ten oosten van Flémalle.

## Kaart

De positie van het fort in de fortengordel.